# Меллин, Ялмар
Ялмар Меллин (полное имя Роберт Ялмар Меллин, фин. Robert Hjalmar Mellin, 19 июня 1854, Лиминка, Великое княжество Финляндское — 5 апреля 1933, Хельсинки, Финляндия) — финский математик, специалист в области теории функций, разработавший одно из самых известных интегральных преобразований, названное его именем — преобразование Меллина.

## Биография
Ялмар Меллин родился 19 июня 1854 года в Лиминке, находящейся в Северной Остроботнии, немного южнее города Оулу, примерно в 600 км севернее Хельсинки. Его отец был священником. Ялмар Меллин вырос и получил школьное образование в городе Хямеэнлинна, примерно в 100 км севернее Хельсинки, а затем поступил в Императорский Александровский университет, где его учителем был известный математик Гёста Миттаг-Леффлер.
Осенью 1881 года он защитил диссертацию, посвящённую алгебраическим функциям одной комплексной переменной. После этого два раза, в 1881 и 1882 годах, он ездил в Берлин для работы под руководством Карла Вейерштрасса, а в 1883—1884 годах приехал в Стокгольм, чтобы продолжить работу с Гёстой Миттаг-Леффлером. С 1884 по 1891 год он был доцентом Стокгольмского университета, но не читал никаких лекций.
Также в 1884 году он был назначен старшим преподавателем недавно созданного Хельсинкского политехнического института. В 1904—1907 годах он был ректором этого института, а с 1907 года работал профессором математики, вплоть до своего выхода на пенсию в 1926 году.
Член Финской академии наук (1908).

## Научные результаты
Значительная часть исследований Ялмара Меллина связана с разработкой и использованием интегрального преобразования, которое получило его имя — преобразования Меллина. 
Ядром интегрального преобразования Меллина является степенная функция {\displaystyle x^{s-1}}, а само преобразование Меллина от функции {\displaystyle f(x)} определяется как 
{\displaystyle \left\{{\mathcal {M}}f\right\}(s)=\varphi (s)=\int _{0}^{\infty }x^{s-1}f(x){\rm {d}}x}.
Обратное преобразование Меллина даётся формулой
{\displaystyle \left\{{\mathcal {M}}^{-1}\varphi \right\}(x)=f(x)={\frac {1}{2\pi i}}\int _{c-i\infty }^{c+i\infty }x^{-s}\varphi (s)\,{\rm {d}}s},
где интегрирование ведётся вдоль вертикальной прямой линии в комплексной плоскости переменной s, при этом выбор действительного параметра c должен удовлетворять определённым условиям, указанным в теореме обращения Меллина.